# Apple Pencil
De Apple Pencil is een productlijn van draadloze styluspennen die worden ontwikkeld door Apple Inc. voor gebruik op de ondersteunende iPads.

## Eerste generatie
De eerste generatie Apple Pencil werd samen met de eerste generatie iPad Pro voor het eerst tentoongesteld op de Keynote van 9 september 2015. Deze Pencil wordt ondersteund door de eerste en tweede generatie iPad Pro-modellen, de zesde en zevende generatie iPad en de iPad mini en iPad Air die in maart 2019 werden aangekondigd. De styluspen verbindt draadloos met de iPad door middel van Bluetooth en wordt opgeladen door middel van een Lightning-connector, die verborgen zit onder de dop van de pen. Deze kan dan in de oplaadpoort van de iPad gestoken worden, ofwel met behulp van een adapter in een andere Lightning-kabel.

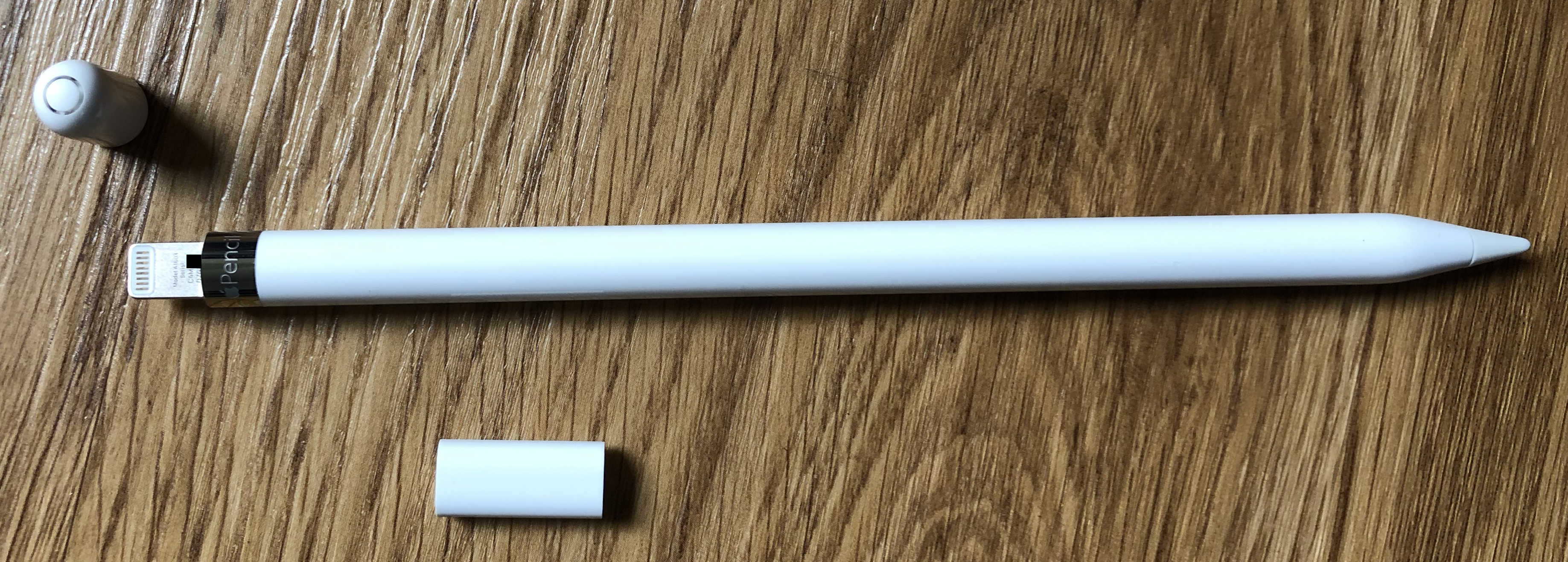
De eerste generatie Apple Pencil. Links de adapter voor Lightning naar Lightning. Rechts het dopje dat de Lightning-connector van de Pencil onthult.

## Tweede generatie

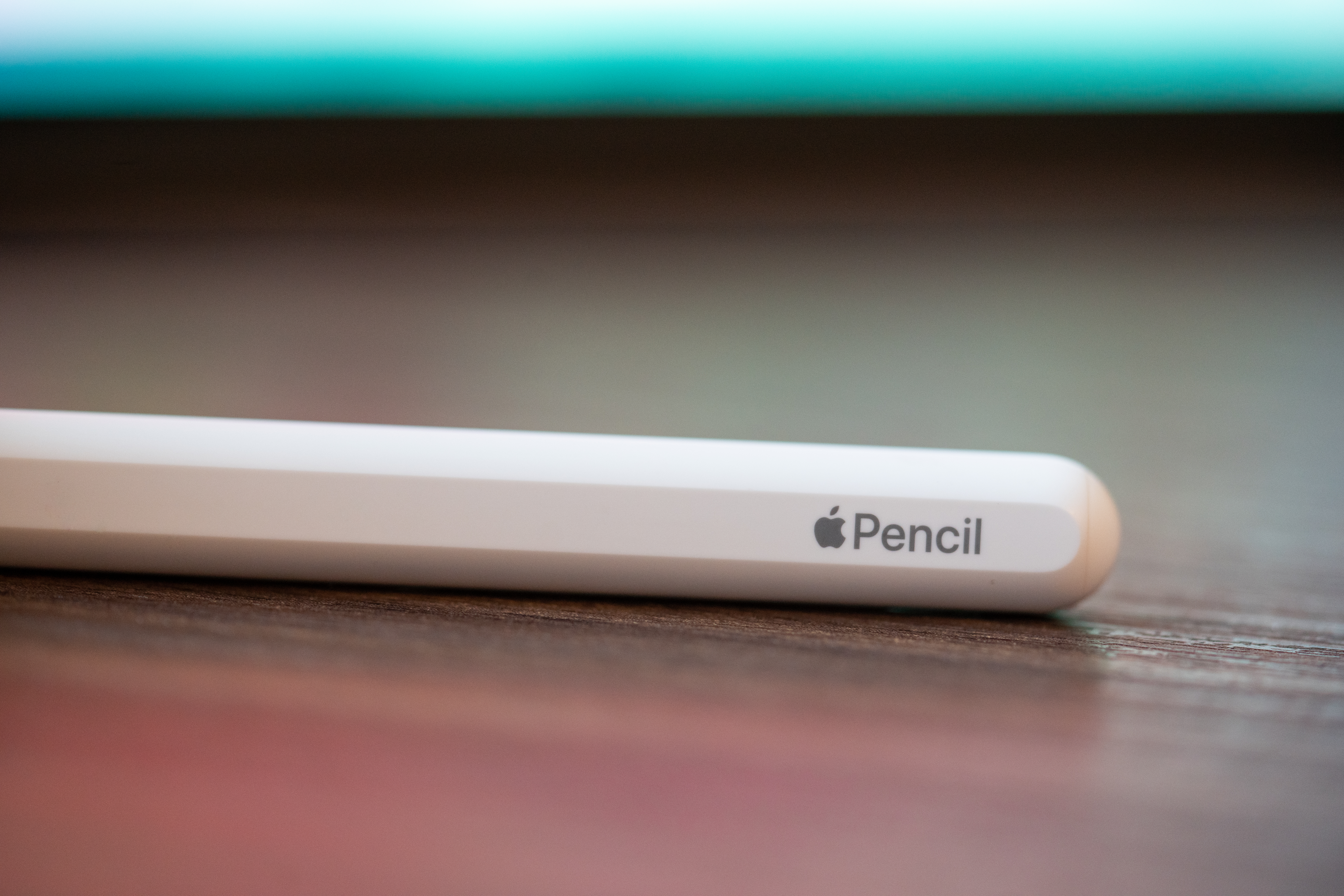
De tweede generatie Apple Pencil, met een platte kant zodat deze tegen de zijkant van de iPad kan opladen.

In oktober 2018 werd de derde generatie iPad Pro voorgesteld. Deze heeft geen Lightning-poort meer, maar een USB-C-poort. Hierdoor is de eerste generatie niet compatibel met deze iPad. De tweede generatie Apple Pencil werd toen ook voorgesteld. Deze verbindt ook met de iPad via Bluetooth, maar laadt nu op via een magnetische strip aan de zijkant van de iPad. Hierdoor is er een platte kant. Ook heeft deze versie een matte afwerking, in tegenstelling tot de glanzende eerste generatie.

## Ondersteuning

### Eerste generatie
- iPad Pro (eerste generatie)
- iPad Pro (tweede generatie)
- iPad Air (2019)
- iPad mini (2019)
- iPad (2019)
- iPad (2020)

### Tweede generatie
- iPad Pro (derde generatie)
- iPad Pro (vierde generatie)
- iPad Air (vierde generatie)